# Хмільницька міська територіальна громада
Хмільницька міська  громада — територіальна громада в Україні, на територіях колишніх Хмільницького району, Літинського району та Хмільницької міської ради Вінницької області. Адміністративний центр — місто Хмільник.
Площа  громади: 635.9 км 2 , населення громади: 43 609 мешканців (2021)
Площа громади — 42,21 км², населення — 28 579 мешканців (2018).
Утворена 20 листопада 2018 року шляхом приєднання Соколівської сільської ради Хмільницького району до Хмільницької міської ради обласного значення.
12 червня 2020 року Хмільницька міська громада утворена у складі Хмільницької міської ради обласного значення, Березнянської, Великомитницької, Голодьківської, Кривошиївської, Куманівецької, Лелітської, Лозівської, Порицької, Соколівської, Сьомаківської, Широкогребельської сільських рад Хмільницького району та Журавненської, Кожухівської, Тесівської та Шевченківської сільських рад Літинського району.
19 липня 2020 року, в результаті адміністративно-територіальної реформи та ліквідації Літинського району, громада повністю увійшла до складу Хмільницького району.

## Населені пункти
До складу громади входять 42 населених пункти: місто Хмільник, селище Красносілка та села: Березна, Білий Рукав, Будків, Великий Митник, Вербівка, Вугли, Голодьки, Гулі, Думенки, Журавне, Іванівці, Кожухів, Колибабинці, Кривошиї, Крупин, Крутнів, Куманівці, Курилівка, Кушелівка, Лелітка, Лисогірка, Лісне, Лозова, Лука, Малий Митник, Медведівка, Олександрівка, Осічок, Педоси, Порик, Сербанівка, Соколова, Стара Гута, Сьомаки, Теси, Томашпіль, Філіопіль, Чудинівці, Шевченка, Широка Гребля.